# بطولة العالم للدراجات على المضمار 1968
بطولة العالم للدراجات على المضمار 1968 هي الدورة ال65 من بطولة العالم للدراجات على المضمار، أجريت في [[روما ومونتيفيديو]]، إيطاليا وأوروغواي.

## النتائج النهائية
| المسابقة                              | ذهبية                       | فضية                    | برونزية                            |
| ------------------------------------- | --------------------------- | ----------------------- | ---------------------------------- |
| الرجال                                |                             |                         |                                    |
| السرعة الفردية                        | جوزيبي بيغيتو (ITA)         | باتريك سيركو (BEL)      | Giovanni Pettenella (ITA)          |
| سباق المطاردة الفردية                 | هيو بورتر (المملكة المتحدة) | أوله ريتر (الدنمارك)    | لياندرو فاجين (إيطاليا)            |
| سباق مطاردة الدراجة النارية للهواة    | جوزيبي غراسي (ITA)          | سيس ستام (NED)          | Benny Herger (SUI)                 |
| سباق مطاردة الدراجة النارية للمحترفين | Leo Proost (BEL)            | بييت دي ويت (NED)       | Ehrenfried Rudolph (FRG)           |
| السيدات                               |                             |                         |                                    |
| السرعة الفردية                        | Alla Bagiyanz (URS)         | ايرينا كيريتشينكو (URS) | Galina Yermolayeva (cyclist) (URS) |
| سباق المطاردة الفردية                 | Raisa Obodovskaya (URS)     | بريل بيرتون (GBR)       | Keetie van Oosten-Hage (NED)       |